# Distrito electoral de Tunnel Hill
Tunnel Hill (en inglés: Tunnel Hill Precinct) es un distrito electoral ubicado en el condado de Johnson en el estado estadounidense de Illinois. En el Censo de 2010 tenía una población de 619 habitantes y una densidad poblacional de 8,21 personas por km².

## Geografía
Tunnel Hill se encuentra ubicado en las coordenadas 37°33′13″N 88°52′41″O / 37.55361, -88.87806. Según la Oficina del Censo de los Estados Unidos, Tunnel Hill tiene una superficie total de 75.37 km², de la cual 70.79 km² corresponden a tierra firme y (6.07%) 4.58 km² es agua.

## Demografía
Según el censo de 2010, había 619 personas residiendo en Tunnel Hill. La densidad de población era de 8,21 hab./km². De los 619 habitantes, Tunnel Hill estaba compuesto por el 98.87% blancos, el 0.16% eran afroamericanos, el 0.16% eran amerindios, el 0.48% eran asiáticos, el 0% eran isleños del Pacífico, el 0% eran de otras razas y el 0.32% pertenecían a dos o más razas. Del total de la población el 0.65% eran hispanos o latinos de cualquier raza.